# Ігнітрон

Будова ігнітрона: (1) Анод, (2) Катод, (3) Підпалюючий електрод, (4) Ртуть, (5) Ізолятори, (6) Охолоджуюча рідина

Ртутний випрямляч, ігнітрон (від лат. ignis — «вогонь» і «електрон») — одноанодний іонний прилад з ртутним катодом і керованим дуговим розрядом. Застосовується як ртутний електричний вентиль у потужних випрямних приладах, електроприводах, електрозварюваних приладах, тягових і випрямних підстанціях і т. п. з середньою силою струму в сотні ампер і випрямленою напругою до 5 кВ.
Для ігнітрона характерне незначне падіння напруги (15—20 В) і високий ККД

## Принцип дії
Випускання електронів, що викликають основний дуговий розряд між анодом і катодом, відбувається при позитивній напрузі на аноді з одного або декількох яскраво освітлених ділянок катода (катодних плям). Катодні плями створюються допоміжною дугою, яка періодично утворюється перед запалюванням основної дуги, яка пропускає імпульси струму амплітудою до декількох десятків ампер і тривалістю декілька мілісекунд через підпалюючий електрод (запалювач) з карбіду бора, частково занурений в рідку ртуть катода. Змінюючи момент запалювання допоміжної дуги, можна керувати початком запалювання основної дуги, тим самим регулювати середнє значення сили випрямленого анодного струму, від максимальної до нуля.